# Talidomide
La talidomide è un farmaco che fu venduto negli anni cinquanta e sessanta come sedativo, anti-nausea e ipnotico. Si trattava di un farmaco che aveva un bilancio rischi/benefici estremamente favorevole rispetto agli altri medicinali disponibili all'epoca per lo stesso scopo (i barbiturici). Oggi è utilizzato invece come chemioterapico per diverse patologie.
Prodotto in forma di racemo, venne ritirato dal commercio alla fine del 1961, dopo essere stato diffuso in cinquanta paesi sotto quaranta nomi commerciali diversi, fra cui Contergan e Distaval. Il ritiro fu dovuto alla scoperta della teratogenicità di uno dei suoi enantiomeri: le donne trattate con talidomide davano alla luce neonati con gravi alterazioni congenite dello sviluppo degli arti, ovvero amelia (assenza degli arti) o vari gradi di focomelia (riduzione delle ossa lunghe degli arti), generalmente più a carico degli arti superiori che quelli inferiori, più spesso bilateralmente, pur con gradi differenti.

## Storia

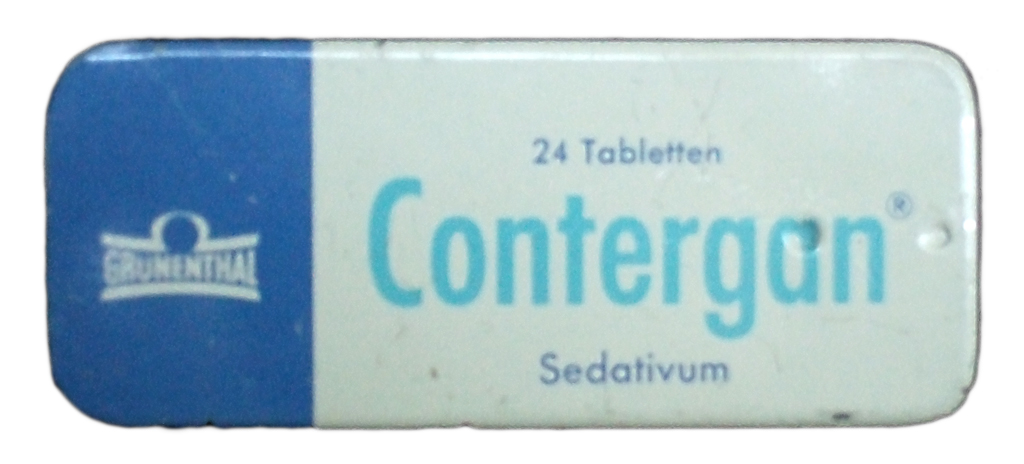
Contergan confezione pastiglie

Nel marzo 1954 avvenne la sintetizzazione presso i laboratori di Stolberg (Rhld.) della Grünenthal GmbH ad opera del chimico medico Heinrich Mückter, Wilhelm Kunz e Herbert Keller, ricercando un metodo per sintetizzare un antibiotico con peptidi e nel quadro del crescente sviluppo dei narcolettici come la molecola piritildione (Persedon) e glutetimide (Piperidindione), attraverso il riscaldamento della molecola Palmitoiletanolamide il Phthalimidoglutarimid. Venne così nominato da Mückter, Thalidomid.
La talidomide non era però mai stata sperimentata su animali in stato di gravidanza prima che venisse approvato il suo impiego nelle donne incinte. Nel 1956 Kunz e collaboratori alla Grünenthal effettuarono dei test sulla talidomide in animali non gravidi, con risultati negativi; ma lo studio era di bassissima qualità.
Nel 1957 si ebbero i primi casi di teratogenicità della talidomide, non rilevati al momento ma riscoperti a posteriori dopo il 1961. Nel 1958 Blasiu effettuò uno studio clinico (Medizinische Klinik) su 370 pazienti, 160 dei quali erano madri in allattamento, e concluse dicendo che "non sono stati osservati effetti collaterali né nelle madri né nei bambini". Nello stesso anno la Grünenthal riprese i risultati dello studio di Blasiu esagerandoli, e mandò una lettera a 40 000 medici dichiarando che Blasiu "ha somministrato la talidomide a molte pazienti del suo dipartimento di ginecologia e nella sua pratica di ostetricia"; questa dichiarazione suggeriva che la talidomide dovesse essere sicura in gravidanza.
Nel 1960 Somers effettuò degli studi su animali non gravidi che non mostrarono tossicità. L'autore ipotizzò però che la forma galenica usata fosse probabilmente poco biodisponibile.
I primi casi di focomelia furono discussi durante un convegno di pediatri tedeschi nel 1960. Il pediatra Widikund Lenz ipotizzò per primo in quella sede una correlazione con l'assunzione di talidomide in gravidanza.
Nel 1961 McBride e Lenz resero pubblici i primi casi di anormalità fetali collegabili alla talidomide, riprendendo tra l'altro i dati dimenticati del 1957; in tutto vennero riportati 1500 casi dal 1957 al 1961. Nel giugno del 1961 McBride sperimentò il farmaco su animali da laboratorio gravidi (roditori) ottenendo esiti negativi, il riscontro tossico osservato su esseri umani non venne rilevato anche sugli animali utilizzati.
Nel mercato statunitense, invece, la talidomide non fu mai fatta entrare. Il suo ingresso è stato impedito da Frances Kelsey, revisore presso la FDA.
Il 2 dicembre 1961 la talidomide venne ritirata in Gran Bretagna e via via negli altri paesi. In Italia il ritiro avvenne nel settembre 1962.
Nel 1962 Somers ripeté l'esperimento del 1960, questa volta su animali gravidi e con una forma più biodisponibile, e ottenne risultati positivi. La rivista Lancet pubblicò un articolo che dimostrava come la somministrazione di talidomide a topi in stato di gravidanza provocasse la nascita di nidiate con gravi malformazioni agli arti; nel corso degli anni successivi andarono ad accumularsi prove sperimentali della teratogenicità del farmaco nel topo, nel coniglio, nel pollo, nel ratto, nel gatto, nella cavia e in molte specie di scimmie. Tuttavia, su molte altre specie animali su cui venne testato il farmaco si rilevarono esiti negativi o inconcludenti, in definitiva discordanti da quelli osservati su esseri umani. La stessa Chemie Grünenthal, azienda produttrice, onde verificare su diverse specie di animali gravidi gli effetti teratogeni causati dal farmaco negli esseri umani che venivano segnalati a tragedia ormai esplosa, condusse test di laboratorio, senza riuscire ad ottenere riscontri positivi.
Per questi motivi, la talidomide è stata menzionata nella letteratura scientifica come esempio di specie-specificità farmacologica, ovvero esiti differenti tra specie animali davanti al medesimo agente farmacologico.
Nel 1962 fu introdotto l'obbligo di sperimentare i nuovi farmaci anche su animali gravidi per testarne gli effetti sui feti.
Nel settembre 2012 la ditta produttrice del farmaco ha porto le proprie scuse ufficiali in occasione dell'inaugurazione di un memoriale dedicato alle vittime a Stolberg, che ha spinto Harold Evans, editore di Reuters, ad una dura critica per un ritardo di circa 50 anni sul riconoscimento delle responsabilità.
Dal 5 ottobre 2009 lo Stato italiano riconosce un'indennità mensile alle vittime della talidomide nate tra il 1959 e il 1965. Il 20 agosto 2016 il Parlamento italiano ha approvato una legge strutturata come una proroga della precedente del 2009, fissando un limite massimo di dieci anni per chiedere l'indennizzo. Il 17 ottobre 2017, seppur con sette mesi di ritardo rispetto alla previsione (febbraio 2017), il Ministro della salute Beatrice Lorenzin ha firmato il decreto per sbloccare gli indennizzi, dando la possibilità di fare domanda anche alle vittime nate nel 1958 e nel 1966, oltre a tutti i soggetti presentanti malformazioni compatibili con la sindrome da talidomide.

## Farmacodinamica e nuovi usi
La teratogenicità è associata solamente a uno degli enantiomeri. Agisce come inibitore dell'angiogenesi, ovvero del normale sviluppo dei vasi sanguigni, interferendo con lo sviluppo dell'embrione, specie se assunto durante le prime sette settimane della gravidanza. L'ipotesi di utilizzare in terapia solo l'enantiomero che non dà teratogenicità si è rivelata impraticabile per la spontanea conversione tra i due enantiomeri che avviene nell'organismo.
La specie umana è risultata essere sensibile alla dose di 1 mg/kg.
La molecola inibisce la protein-chinasi alfa (IKKα) della proteina IκB, un inibitore endogeno del fattore di trascrizione NF-κB. Questo fattore è attivamente coinvolto nella proliferazione delle cellule tumorali e nella sintesi di molte citochine, come l'interleuchina-1, l'interleuchina-6 e il fattore di necrosi tumorale (TNF-α). L'IL-6 e il TNFα sono responsabili della sintomatologia febbrile, dolorosa e osteolitica nei pazienti colpiti da mieloma multiplo. La talidomide, interferendo col fattore NF-κB, semplicemente sopprime la loro produzione.
L'effetto di inibizione dell'angiogenesi e il potere selettivo inibitore della sintesi del TNFα del farmaco hanno riacceso l'interesse clinico per l'uso della talidomide in molte patologie, variabili dall'AIDS a certi tipi di tumore e per la malattia di Crohn.

## Indicazioni
Dal 1998 il medicinale è usato con successo nella lotta al mieloma multiplo, un cancro delle plasmacellule, e negli ultimi tre anni sono stati approvati anche derivati migliorati della molecola, noti col nome di lenalidomide e pomalidomide che vengono usati con l'aggiunta di corticosteroidi.
L'uso della talidomide è stato approvato anche nella cura della sindrome di Behçet.
La talidomide può anche venire utilizzata come trattamento di seconda linea nelle seguenti patologie umane:
- manifestazioni cutanee del Lupus eritematoso sistemico;
- eritema nodoso e algie associati alla lebbra[27];
- sarcoidosi a precoce manifestazione.